# Wizard (журнал)
Wizard: The Magazine of Comics, Entertainment and Pop Culture (букв. «Колдун: Журнал о комиксах, развлекательной индустрии и массовой культуре»), также просто Wizard — американский журнал о комиксах, ежемесячно публиковавшийся издательством Wizard Entertainment. Также носил названия Wizard: The Guide to Comics и Wizard: The Comics Magazine. Содержал информацию о ценах на комиксы, данные о фильмах, аниме, новости, интервью и обзоры работ. 
Последний номер журнала вышел в январе 2011 года. Новость об этом впервые появилась 24 января на сайте BleedingCool.com, редактор которого опубликовал сообщение о том, что печатная версия журнала прекращает своё существование, а большая часть сотрудников будет уволена. Позднее выяснилось, что закрывается также журнал Toyfare. По заявлению издателей, Wizard должен был возродиться в феврале 2011 года как онлайн-журнал под названием Wizard World. Первый номер Wizard World вышел 2 марта.